# Canutus Danonis
Canutus Danonis, född 1570, död på 1600-talet, var en svensk präst. 

## Biografi
Canutus Danonis föddes 1570. Han var son till borgmästaren Daniel Jonsson Grubbe i Norrköping. Canutus Danonis blev 1590 student vid Uppsala universitet och 1595 kollega vid Linköpings trivialskola. Han prästvigdes 1597 och blev 1602 kyrkoherde i Hägerstads församling. Canutus Danonis skrev under petitionen till Carl IX omkörning 16 januari 1605 och var andre predikant vid prästmötet 1609.

### Familj
Canutus Danonis var gift med Ingrid Svensdotter (död 1632). De fick tillsammans barnen Per Knutsson, Daniel Knutsson, Knut Knutsson, Karin Knutsdotter som var gift med kyrkoherden Petrus Kernander i Hägerstads församling och Kirstin Knutsdotter som var gift med kyrkoherden Johannes Notopolinus i Hägerstads församling.